# Васильки (Курганская область)
Васильки — деревня в Варгашинском районе Курганской области. Входит в состав Варгашинского поссовета.

## История
До 1917 года входила в состав Моревской волости Курганского уезда Тобольской губернии. По данным на 1926 год состояла из 140 хозяйств. В административном отношении входила в состав Варгашинского сельсовета Варгашинского района Курганского округа Уральской области.

## Население
| 1912 | 1926 | 1989 | 2002 | 2010 |
| ---- | ---- | ---- | ---- | ---- |
| 311  | ↗603 | ↘67  | ↘23  | ↘12  |

По данным переписи 1926 года в деревне проживало 603 человека (278 мужчин и 325 женщин), в том числе: русские составляли 100 % населения.